# Love Bites
Love Bites – ballada rockowa brytyjskiego zespołu Def Leppard, która znalazła się na ich albumie Hysteria z 1987 roku. Pierwotnie utwór nosił tytuł „I Wanna Be Your Hero”. Piosenka została wydana na singlu w 1988 roku i dotarła do 1. miejsca listy Billboard Hot 100 w Stanach Zjednoczonych. Jest to obecnie jedyny singel numer 1 zespołu w tym kraju.

## Notowania
| Kraj              | Pozycja |
| ----------------- | ------- |
| Wielka Brytania   | 11      |
| Australia         | 21      |
| Irlandia          | 7       |
| Nowa Zelandia     | 2       |
| Stany Zjednoczone | 1       |